# Melanostomias
Melanostomias is een geslacht van straalvinnige vissen uit de familie van Stomiidae. Het geslacht is voor het eerst wetenschappelijk beschreven in 1902 door Brauer.

## Soorten
- Melanostomias bartonbeani Parr, 1927
- Melanostomias biseriatus Regan & Trewavas, 1930
- Melanostomias globulifer Fowler, 1934
- Melanostomias melanops Brauer, 1902
- Melanostomias margaritifer Regan & Trewavas, 1930
- Melanostomias melanopogon Regan & Trewavas, 1930
- Melanostomias macrophotus Regan & Trewavas, 1930
- Melanostomias niger Gilchrist & von Bonde, 1924
- Melanostomias nigroaxialis Parin & Pokhil'skaya, 1978
- Melanostomias pauciradius Matsubara, 1938
- Melanostomias pollicifer Parin & Pokhil'skaya, 1978
- Melanostomias paucilaternatus Parin & Pokhil'skaya, 1978
- Melanostomias stewarti Fowler, 1934
- Melanostomias tentaculatus (Regan & Trewavas, 1930)
- Melanostomias valdiviae Brauer, 1902
- Melanostomias vierecki Fowler, 1934